# الحكومة العامة الإمبراطورية الألمانية في بلجيكا
الحكومة العامة الإمبراطورية الألمانية في بلجيكا حكومة عسكرية ألمانية وواحدة من ثلاث إدارات مختلفة للاحتلال أنشئت في بلجيكا التي احتلتها ألمانيا في أثناء الحرب العالمية الأولى.

## الحكومة و الإدارة
أنشئت هذه الإدارة في 26 أغسطس 1914، عندما عُين كولمار فرايهر فون دير غولتس حاكما عسكريا لبلجيكا. وخلفه الجنرال موريتس فون بيسينغ في 27 نوفمبر 1914.
بعد فترة وجيزة من تعيين بيسينغ، قامت القيادة العليا الألمانية بتقسيم بلجيكا إلى ثلاث مناطق. وكان أكبر هذه المناطق هي الحكومة العامة، التي شملت العاصمة بروكسل والمناطق الريفية المحيطة بها. وشملت المنطقة الثانية، الخاضعة لسيطرة الجيش الرابع الألماني، مدينتي غنت وأنتويرب. وشملت المنطقة الثالثة، برعاية البحرية الألمانية، جميع المناطق الساحلية البلجيكية الخاضعة للاحتلال الألماني.
حاول الاحتلال الألماني الإبقاء على النظام الإداري البلجيكي في فترة ما قبل الحرب بقدر الإمكان وتوجيهه باستخدام مجموعة صغيرة من الضباط والمسؤولين الألمان ذوي المهارات اللغوية والإدارية المناسبة.
وقد دفع الاحتلال إلى كسر قلة القيود التي فرضها القانون الدولي على السلطة القائمة بالاحتلال. وسعت إدارة عسكرية ألمانية ضخمة إلى تنظيم كل تفاصيل الحياة اليومية، على المستوى الشخصي مع قيود السفر والعقاب الجماعي على حد سواء على الصعيد الاقتصادي، وذلك بتسخير الصناعة البلجيكية للمنفعة الألمانية وبفرض تعويضات ضخمة متكررة على المقاطعات البلجيكية. وكان من بين التدابير التي اتخذتها الإدارة الألمانية نقل بلجيكا من توقيت غرينيتش إلى توقيت وسط أوروبا. وقبل الحرب كانت بلجيكا هي سادس أكبر اقتصاد في العالم، ولكن الألمان دمروا الاقتصاد البلجيكي بكل دقة بتفكيك الصناعات ونقل المعدات والآلات إلى ألمانيا لدرجة أنها لم تستعد أبدًا مستواها قبل الحرب. وتم ترحيل أكثر من 100,000 من العمال البلجيكيين قسرا إلى ألمانيا للعمل في صناعة الحرب وإلى شمال فرنسا لبناء الطرق والمرافق العسكرية الأخرى لفائدة الجيش الألماني.
كانت القيادة العليا الألمانية تأمل في استغلال التوتر العرقي بين الفلمنكيين والوالون، وتخيلت وجود محمية ألمانية بعد الحرب في فلاندر، بينما ستستخدم والونيا في المواد الصناعية والعمل إلى جانب الكثير من شمال شرق فرنسا.
وفي أبريل 1917، توفي فون بيسينغ و خلفه لودفيغ فون فالكنهاوزن.

## راجع أيضاً
- الحكومة العامة في وارسو
- جامعة فون بيسينغ
- راد فان فلاندرن (الحرب العالمية الأولى)

### الاستشهاد
1. 1 2  Thomas, N. (2003), The German Army in World War I, 1914-15 I, Osprey Publishing, (ردمك 1-84176-565-1), p. 9
2. 1 2 3 4 5  Tucker, S. & Roberts, P. M. (2005). World War I: encyclopedia, Vol 1, ABC-CLIO, (ردمك 1-85109-420-2), p. 209
3. ↑  Larry Zuckerman, The Rape of Belgium: The Untold Story of World War I, NYU Press, 2004, (ردمك 978-0-8147-9704-4)

## وصلات خارجية
- Generalgouvernement Belgien at 1914-1918 Online Encyclopedia.